# Gobulus
Gobulus là một chi của Họ Cá bống trắng

## Các loài
Chi này hiện hành có các loài sau đây được ghi nhận:
- Gobulus birdsongi Hoese & Reader, 2001
- Gobulus crescentalis (C. H. Gilbert, 1892) (Crescent goby)
- Gobulus hancocki Ginsburg, 1938 (Sandtop goby)
- Gobulus myersi Ginsburg, 1939